# Passeport pour l'oubli
Pour plus de détails, voir Fiche technique et Distribution.
Passeport pour l'oubli (Where the Spies Are) est un film d'espionnage britannique réalisé par Val Guest en 1966.

## Synopsis
Après qu'un agent secret britannique a été tué à Beyrouth par des communistes, le colonel MacGillivray persuade le docteur Jason Love d'aller au Proche-Orient pour trouver ce que cet agent avait découvert. Parce qu'il a fait un peu de renseignements pendant la guerre, Jason accepte en s'attendant à un peu d'aventure au soleil. En route pour le Liban, il rencontre un mannequin, Vikki, et décide de prendre l'avion suivant pour rester avec elle. En voyant l'avion qu'il aurait dû prendre exploser peu après le décollage, Jason se rend compte que cette mission est plus sérieuse qu'il ne le pensait. 
À Beyrouth, il apprend que les communistes prévoient d'assassiner le prince Zahlouf, proche des Britanniques, dans le but de compromettre des accords sur le pétrole. Bien qu'il fasse échouer la tentative d'attentat, il est obligé de se réfugier sur le toit d'un château pour échapper à la foule en colère. Il y est secouru par un hélicoptère soviétique, la Colombe de la paix. Jason y retrouve Vikki. Elle essaye de le sauver mais est abattue. Jason arrive néanmoins à sauter de l'hélicoptère. 
Un message de MacGillivray lui propose une autre mission, mais il décline l'offre.

## Fiche technique
- Titre original : Where the Spies Are
- Titre français : Passeport pour l'oubli
- Réalisation : Val Guest
- Scénario : Wolf Mankowitz (en), Val Guest, d'après le roman Passport to Oblivion de James Leasor
- Direction artistique : John Howell
- Costumes : Beatrice Dawson (en)
- Photographie : Arthur Grant
- Son : A. W. Watkins (en)
- Montage : Bill Lenny
- Musique : Mario Nascimbene
- Chef d'orchestre: Alfredo Antonini[1]
- Production : Val Guest, Steven Pallos (en)
- Production associée : Frank Sherwin Green
- Société de production : Metro-Goldwyn-Mayer
- Société de distribution : Metro-Goldwyn-Mayer
- Pays d'origine :  Royaume-Uni
- Langue originale : anglais
- Format : couleur (Metrocolor) — 35 mm — 2,35:1 (Panavision) — son Mono (Westrex Recording System)
- Genre : Comédie d'espionnage
- Durée : 110 minutes (États-Unis), 113 minutes (Royaume-Uni)
- Dates de sortie : 
  - États-Unis : 26 janvier 1966
  - Royaume-Uni : 3 mars 1966

## Distribution
- David Niven (VF : Bernard Dhéran) : Dr Jason Love
- Françoise Dorléac (VF : Elle-même) : Vikki
- John Le Mesurier (VF : Michel Gudin) : Douglas MacGillivray
- Nigel Davenport (VF : André Valmy) : Parkington
- Paul Stassino (VF : Henry Djanik) : Simmias
- Ronald Radd (VF : Roger Carel) : Stanilaus
- Eric Pohlmann (VF : Fernand Rauzena) : Farouk
- Richard Marner (VF : Albert Augier) : Josef
- Cyril Cusack (VF : Jean Berton) : Peter Rosser
- Noel Harrison (VF : Jean-Claude Balard) : Jackson
- George Pravda (VF : William Sabatier) : Le 1er agent
- Gábor Baraker (VF : Albert Augier) : ,Ferdansky, le 2e agent
- George Mikell : L'assassin
- Geoffrey Bayldon : Le conférencier
- Alan Gifford : L'agent de sécurité
- Derek Partridge (VF : Hubert Noël) : un officier
- Riyad Gholmieh (VF : Jean Berton) : Le 1er chauffeur de Taxi